# 던스 캡

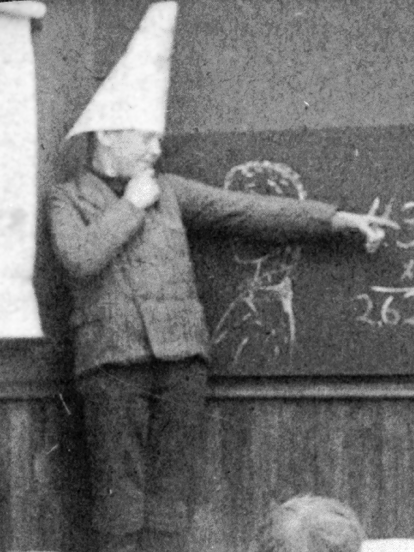
던스 캡을 쓴 소년

던스 캡(Dunce cap)은 학교에서 공부를 못하거나 게으른 학생에게 벌로 씌우던 원추형 종이 모자이다.